# 우토나이호

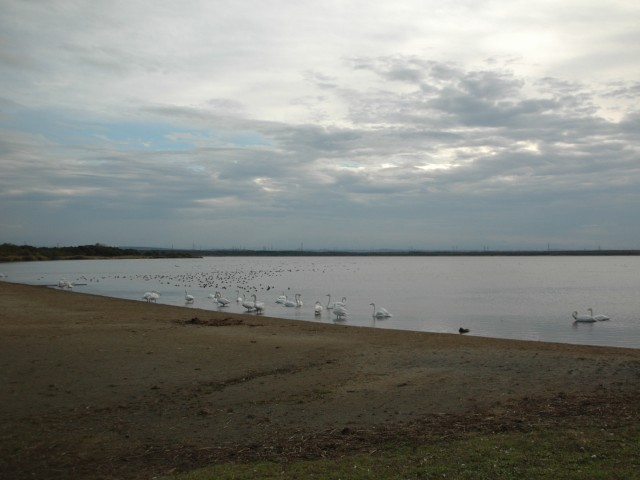
우토나이호

우토나이호(일본어: ウトナイ湖 우토나이코[*])는 일본 홋카이도 도마코마이시 동부에 있는 담수호다. 우토나이토(일본어: ウトナイトー), 우토나이 늪(일본어: ウトナイ沼 우토나이누마[*])이라고도 불린다.
1981년 호수는 일본 야생 모임이 일본 최초로 버드 생추어리로 지정되었으며, 다음 해에는 국가 지정 우토나이 호수 짐승 보호구 (집단 도래지)로 지정되었다. 1991년 12월 12일에는 일본에서 4번째로 람사르 등록 습지가 되었다.